# Moștenirea
Moștenirea este un serial românesc difuzat pe canalul Pro TV din toamna anului 2010 până spre finele primăverii 2011. A fost continuarea serialului State de România. Protagoniștii au fost Ramona Hanganu, Costin Sforaru, Gheorghe Visu și Carmen Tănase iar în rolurile antagonice au jucat Cristina Cepraga, Costi Diță și Cristi Iacob în rolul mafiotului italian Fabrizio.

## Distribuție

### Personaje principale
- Gheorghe Visu – State Potcovaru – protagonist Iubire ca în filme
- Carmen Tănase – Flacara Potcovaru – protagonistă
- Ramona Hanganu – Carla – protagonistă
- Costin Sforaru – Gabriel Matrix Junior Potcovaru – protagonist
- Cristi Iacob – Fabrizio – antagonist principal (moare împușcat de Nana )
- Cristina Cepraga – Romina –  antagonistă principală (devine bună)
- Doinița Oancea – Minodora Ionita – co-protagonistă
- Octavian Strunilă – Stiven Ionita – co-protagonist
- Constantin Diță – Rocky  – antagonist
- Cabral Ibacka – Thierry Potcovaru – co-protagonist
- Dana Rogoz – Andreea Popeanga – co-protagonistă
- Rodica Negrea – Nana
- Ioana Scărlătescu – Laila – antagonistă
- Tora Vasilescu – Cela Serghie
- Vladimir Găitan – Doctorul Toma
- Mihai Călin – Relu Fieraru – antagonist
- Alin Panc – Mircea Istrate
- Liviu Vârciu – Orlando
- Cosmina Dobrota – Maricica
- Raluca Tataru – Argentina Fieraru
- Laura Cosoi – Grazia – antagonistă
- Jean de la Craiova – Jean buze de aur
- Loredana Groza – Rodia
- Iuliana Luciu – Camelia/Lămâia
- Cristina Pleșa – Camelia Frâncu (Carmelușa)
- Cătălin Ciurdar – Elvis
- Pavel Bartoș – Jules
- Edward N`Gaide – Norocel
- Iuliana Mărgărit – Betty
- Stela Popescu – Mariana
- Alexandru Arșinel - nea Puiu
- Adriana Trandafir - Mirela Grasa
- Ileana Iordache - Smochina
- Mircea Jida - Propietarul terenului
- Alexandru Lazăr - Ermolai
- Ilinca Tomoroveanu - Ileana
- Traian Stănescu - Ghiță
- George Mihăiță - Fănel
- Constantin Cotimanis - Marcel
- Constantin Dinulescu - Cobra/Don Nunzio